# Athée (Mayenne)
Athée – miejscowość i gmina we Francji, w regionie Kraj Loary, w departamencie Mayenne.
Według danych na rok 2010 gminę zamieszkiwało 517 osób, a gęstość zaludnienia wynosiła 30 osób/km².